# Mansfield Lovell

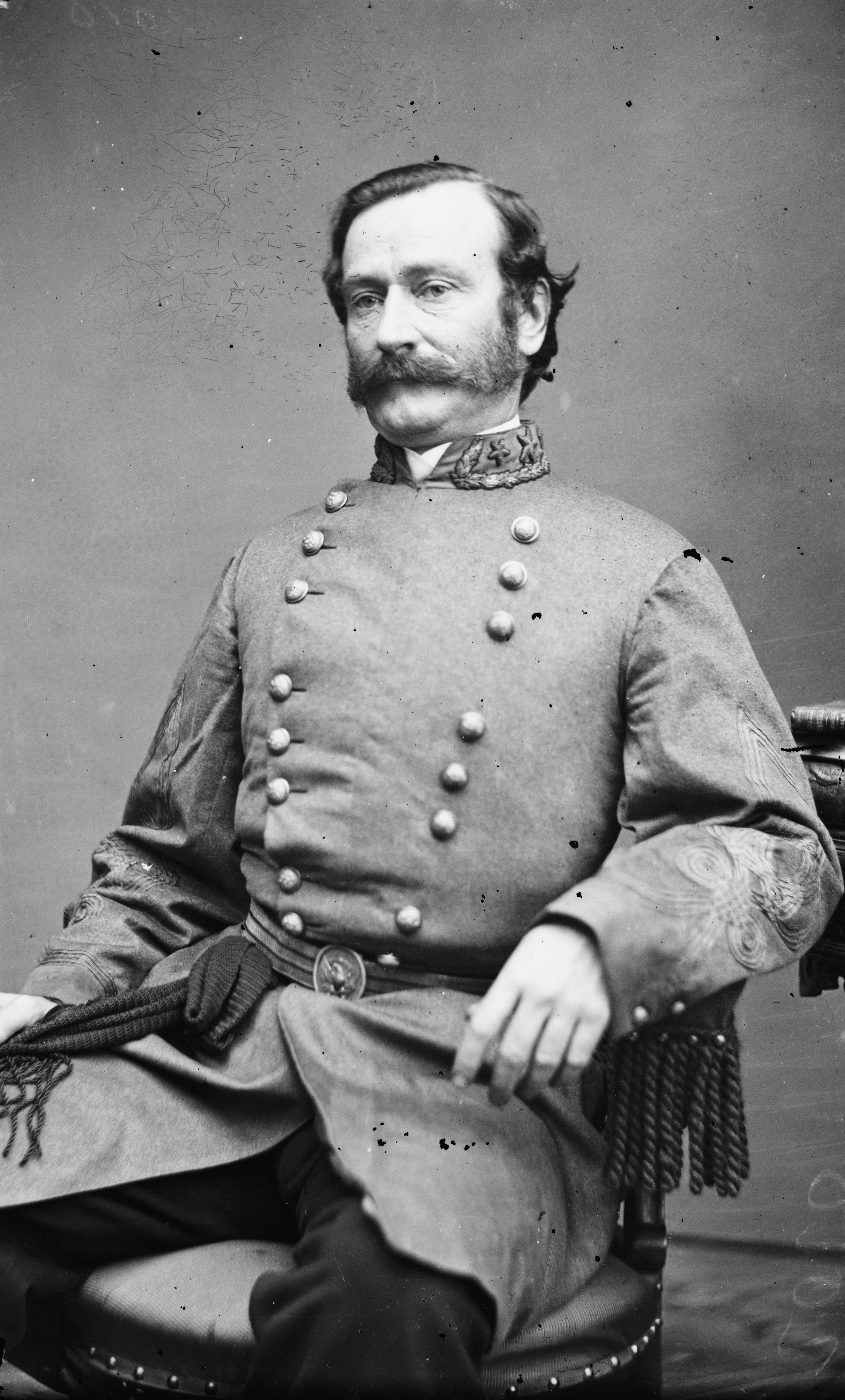
Mansfield Lovell als General des konföderierten Heeres

Mansfield Lovell (* 20. Oktober 1822 in Washington, D.C.; † 1. Juni 1884 in New York City) war ein Offizier des amerikanischen Heeres und General der Konföderierten im Sezessionskrieg. Lovell befehligte 1862 die konföderierten Truppen in New Orleans und musste die Stadt räumen, nachdem Kriegsschiffe der Union unter David Glasgow Farragut sich an den Forts entlang des Mississippi vorbeigekämpft hatten. Er führte später eine Division in der Zweiten Schlacht um Corinth, wurde jedoch bald darauf seines Kommandos enthoben und fand bis kurz vor Kriegsende keine weitere Verwendung mehr.

## Leben

### Frühe Jahre und Mexikokrieg
Lovell wurde in Washington, D.C. geboren. Sein Vater Joseph Lovell diente in der Hauptstadt als Generaloberstabsarzt des amerikanischen Heeres. Lovells Mutter stammte ursprünglich aus New York. Beide Eltern starben 1836, woraufhin Lovell zwei Jahre bei einem Vormund im Heimatstaat seiner Mutter lebte. 1838 wurde er an die Militärakademie in West Point berufen. Zu seinem Jahrgang gehörten 20 weitere spätere Generäle des Sezessionskrieges, darunter John Pope, William Starke Rosecrans, Earl Van Dorn, James Longstreet und Gustavus Woodson Smith, mit dem sich Lovell anfreundete. Lovell schloss die Akademie 1842 ab und bekleidete dabei den neunten Rang unter 56 Kadetten. Mit seinem Abschluss am 1. Juli 1842 wurde er zum Leutnant im 4. Artillerieregiment ernannt.
Als 1846 der Mexikanisch-Amerikanische Krieg begann, wurde Lovells Einheit Teil von General Zachary Taylors Invasionsarmee. Lovell wurde in der Schlacht von Monterrey verwundet und kurz darauf zum Chef des Stabes der von John A. Quitman befehligten Brigade ernannt. Zu seinem neuen Vorgesetzten entwickelte er sowohl beruflich als auch privat ein gutes Verhältnis, Quitman wurde für Lovell zu einem väterlichen Freund. Lovell zeichnete sich in der Schlacht von Chapultepec aus und wurde beim Angriff auf Mexico City nochmals verwundet. Während des Krieges wurde er zum Oberleutnant befördert und erhielt für seine Verdienste bei Chapultepec außerdem den Brevet-Rang eines Hauptmanns. Nach Kriegsende diente Lovell wieder in der Artillerie und wurde 1851 nach Fort Hamilton in New York verlegt. Er heiratete Emily Plimpton, deren Vater ebenfalls im Heer diente. 1854 schied er aus dem Dienst aus und begann, für ein Eisenwerk zu arbeiten.
Lovell und sein früherer Vorgesetzter Quitman blieben auch nach dem Krieg befreundet. Quitman war an verschiedenen Filibuster-Plänen in Kuba beteiligt und versuchte, auch Lovell zur Teilnahme zu überreden. Wahrscheinlich schied Lovell (genauso wie sein Freund Gustavus W. Smith) auch aufgrund eines solchen Vorhabens aus dem Dienst aus. Die geplante Invasion Kubas kam jedoch genauso wenig zustande wie ein ähnliches Projekt 1850 und wie der Plan Lovells 1858, Benito Juarez in Mexiko mit amerikanischen Freiwilligen zu unterstützen. Im gleichen Jahr wurde Lovell in New York Leiter des Amtes für Straßenverbesserungen, und nachdem Gustavus W. Smith Straßenbaudirektor der Stadt geworden war, ernannte er Lovell zu seinem Stellvertreter. Während dieser Zeit wurde Lovell auch Kommandeur einer Milizkompanie, der City Guard, die vor allem aus wohlhabenden und angesehenen Bürgern der Stadt bestand.

### Sezessionskrieg

#### New Orleans

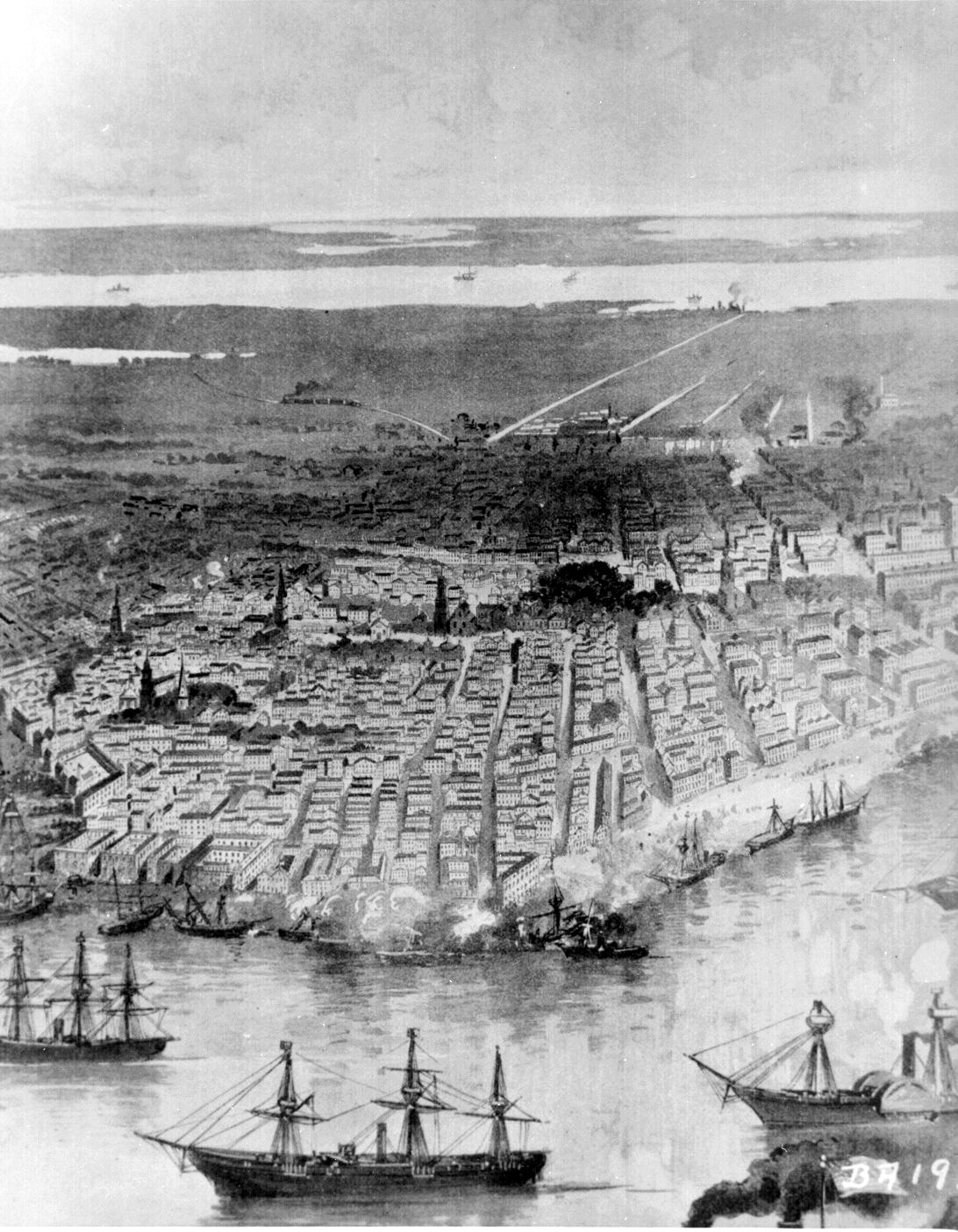
Zeichnung von New Orleans mit der Unionsflotte vor Anker.

Lovells Freundschaft zu Quitman, einem ausgesprochenen Befürworter der Ausdehnung der Sklaverei, beeinflusste Lovell wahrscheinlich auch politisch. 1860 stellte er sich gegen die Wahl Lincolns zum Präsidenten und befürwortete den Crittenden-Kompromiss, um die Sezession der Südstaaten zu verhindern. Ende 1860 und Anfang 1861 wurden er und Smith von mehreren Südstaatlern kontaktiert, die hofften, dass sich die beiden ehemaligen Offiziere den Konföderierten anschließen würden. Smith und Lovell entschieden sich schließlich im Sommer für den Süden und zogen in das von den Konföderierten besetzte Kentucky und von dort nach Richmond. Lovell wurde am 7. Oktober 1861 zum Generalmajor im konföderierten Heer berufen und erhielt den Befehl über den Wehrbereich 1 (Department Number One). Dieser umfasste den Großteil von Louisiana und die Golfküste von Mississippi. Hauptaufgabe des Wehrbereichs war der Schutz von New Orleans. Lovells Ernennung war nicht unumstritten. Zum einen hatten andere Offiziere wie zum Beispiel Braxton Bragg auf das Kommando gehofft, zum anderen erregte seine Herkunft aus dem Norden Misstrauen.
In New Orleans fand Lovell eine militärische Mangelwirtschaft vor – es fehlte an Waffen, Nachschub, Munition und Uniformen. Viele der Geschütze waren alt und in den wichtigen Forts St. Philip und Jackson flussabwärts von New Orleans war die Artilleriemunition so mangelhaft, dass die Reichweite der Geschütze nur halb so groß war, wie sie eigentlich hätte sein sollen. Die Forts waren außerdem zu Zeiten der Segelschiffe errichtet worden, die aufgrund ihrer Langsamkeit einfache Ziele für die Geschütze der Forts gewesen wären. Mit den modernen dampfgetriebenen Schiffen bestand jedoch die Gefahr, dass die US-Marine einfach an den Forts vorbeifuhr. Lovell wollte deswegen die Fahrrinne bei den Forts blockieren, um die gegnerischen Schiffe länger dem Feuer der konföderierten Geschütze auszusetzen. Ein weiteres Problem war, dass Lovell nur die Heerestruppen in New Orleans befehligte und keine Befehlsgewalt über die Kanonenboote der Marine hatte. Lovells appellierte an das Kriegsministerium, diese Situation eines zweigeteilten Befehlsbereichs aufzulösen, hatte allerdings keinen Erfolg. Trotz all dieser Schwierigkeiten gelang es ihm jedoch, die Stadt vor allem auf der Landseite gut zu schützen, 14.000 Mann zu ihrer Verteidigung zu organisieren und die Verteidigung flussabwärts bei Forts St. Philip und Jackson wenigstens teilweise zu verbessern
Anfang 1862 wurde Lovells Streitmacht jedoch fortwährend geschwächt. Er musste Geschütze, Schiffe und einen Großteil seiner Truppen an andere Kriegsschauplätze abgeben und hatte schließlich nur noch 3.000 schlecht ausgerüstete Milizionäre zur Verfügung. Im April fuhr eine Unionsflotte unter dem Befehl von Flaggoffizier David Glasgow Farragut vom Golf von Mexiko in den unteren Mississippi und begann, die Forts St. Philip und Jackson zu bombardieren. Nachdem dies nicht die gewünschte Wirkung gezeigt hatte, ließ Farragut Breschen in die Flusssperren schneiden und fuhr am 24. April mit dreizehn Schiffen an den beiden Forts vorbei. Am nächsten Tag ankerte seine Flotte vor New Orleans. Um die Zerstörung der Stadt zu verhindern, gab Lovell sie auf und zog sich mit seinen verbliebenen Truppen zurück. Nach einer Reorganisation seiner Truppen in Camp Moore sandte er den Großteil nach Vicksburg, Mississippi, wo sie Geschützstellungen errichteten und Farraguts Flotte an einem weiteren Vorstoßen nach Norden hindern konnten. Auf Anweisung des Kriegsministeriums wurde Vicksburg jedoch Ende Mai aus dem Zuständigkeitsbereich von Lovells Wehrbereich genommen, und einen Monat später wurde er durch Generalmajor Earl Van Dorn ersetzt.
Die öffentliche Meinung im Süden gab Lovell die Schuld am Fall von New Orleans. Einige Kommentatoren gingen sogar so weit, ihm – unberechtigterweise – Feigheit oder Verrat vorzuwerfen. Aus diesem Grund bat er bereits wenige Tage nach der Kapitulation der Stadt um einen militärgerichtlichen Untersuchungsausschuss. Mit diesem hoffte er, die Kritik, der er sich ausgesetzt sah, aus der Welt zu schaffen. Lovell erhielt hierauf keine Antwort, hörte jedoch im Juni von Gerüchten, wonach Präsident Davis ihm die Schuld an der Niederlage gebe. Er erneuerte seine Bitte um eine Untersuchung, erhielt jedoch wieder keine Antwort. Erst als er seinen Befehl an Van Dorn abgab, wurde ihm mitgeteilt, dass dies aufgrund der anstehenden Untersuchung geschehe. Wieder geschah jedoch nichts. Lovell reiste nach Richmond, wo ihm Davis zusagte, bald eine Untersuchung einzuleiten. Bis dahin sollte Lovell unter Van Dorn dienen. Im August erfuhr er jedoch, dass der Untersuchungsausschuss auf unbestimmte Zeit verschoben worden war.

#### Corinth

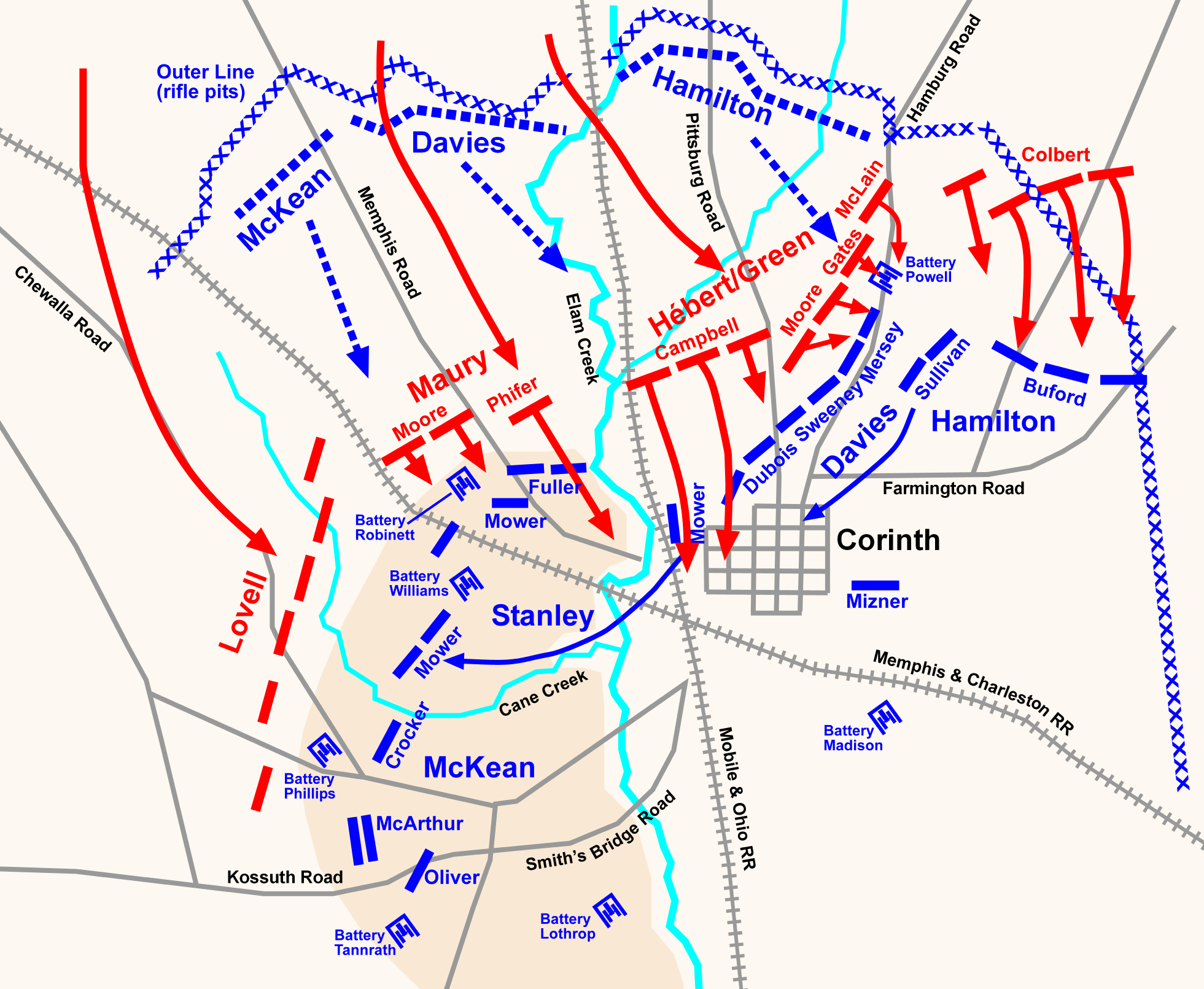
Karte der Schlacht von Corinth. Lovells Division ist auf dem rechten Flügel der Konföderierten (rot) eingezeichnet.

Van Dorn unterstellte Lovell eine in Aufbau befindliche Division, die später zu einem Korps von zwei Divisionen erweitert werden sollte. Lovell war froh über dieses Feldkommando, sah er darin doch die Chance, sein Ansehen wieder herzustellen. Lovell führte seine Division bei Van Dorns Angriff auf die Unionstruppen in Corinth in Nordmississippi. Am ersten Tag der Schlacht nahm seine Division einen Hügel auf dem linken Flügel der Unionstruppen ein und erbeutete ein Geschütz. Danach setzte er seinen Angriff nicht fort, obwohl einige Offiziere darauf drangen. Die Konföderierten verpassten es so, die Schlacht für sich zu entscheiden. Auch am zweiten Tag der Schlacht führte er seine Division nicht wie vorgesehen in den Angriff, dieses Mal allerdings zu Recht, denn seinen Truppen standen drei gut postierte Unionsbrigaden gegenüber und sie hatten so kaum Aussicht auf Erfolg. Als am Nachmittag des zweiten Kampftages ein Rückzug nötig wurde, befahl Van Dorn Lovell, diesen mit seiner Division zu decken. Diese Aufgabe behielt seine Division auch in den folgenden Tagen bei. Mehrmals musste sie ihren eigenen Rückzug stoppen und sich in Schlachtlinie aufstellen. Dabei kam es zu mehreren Fehlalarmen, die die Moral der Soldaten untergruben.
Lovell war insgesamt zufrieden mit seiner Leistung in der Schlacht. Viele Angehörige der Armee sahen dies jedoch anders und beschuldigten ihn, untätig gewesen zu sein, zumal die Verluste seiner Division deutlich niedriger waren, als die der beiden anderen Divisionen. Als Van Dorn seine Armee Mitte Oktober reorganisierte, erhielt Lovell trotzdem den Befehl über eines der beiden Korps. Dieses Kommando war allerdings von kurzer Dauer, denn Van Dorn und Lovell erhielten mit John C. Pemberton einen neuen Vorgesetzten, was eine erneute Reorganisation nötig machte. Im Dezember wurde Lovell als Kommandierender General durch Van Dorn ersetzt und erhielt kein neues Kommando.

#### Rest des Krieges
Im Januar 1863 wurde Lovell nach Richmond beordert, um dort bei einem Untersuchungsausschuss der konföderierten Marine zum Fall von New Orleans aussagen. Auf seinen eigenen Untersuchungsausschuss musste er jedoch weiter warten. Erst als Lovell über einen Freund im konföderierten Kongress Druck auf die Regierung ausübte, wurde seinem Wunsch entsprochen. Es dauerte aber nochmals fast zwei Monate, bis das Tribunal seine Untersuchung begann. Das abschließende Urteil wurde erst am 9. Juli gefällt. Die beteiligten Offiziere tadelten Lovell für zwei weniger bedeutende Versäumnisse, bescheinigten ihm aber Fleiß, Kaltschnäuzigkeit und Selbstbeherrschung. Erst im November wurde das Urteil vom Kriegsministerium offiziell veröffentlicht.
Lovell erhielt kein weiteres Kommando, trotz dieses Quasi-Freispruchs, und obwohl andere Generäle das Kriegsministerium um seine Unterstellung baten. Bereits im Dezember 1862 hatte Joseph E. Johnston darum gebeten, Lovell wieder den Befehl in Mississippi zu geben. Als Johnston ein Jahr später die Tennessee-Armee übernahm, bat er darum, Lovell eines ihrer Korps übertragen zu dürfen. Diesem Antrag wurde jedoch genauso wenig stattgegeben wie dem Vorschlag Johnstons und Braxton Braggs, Lovell zum Artilleriekommandeur der Armee zu ernennen. Mit eine Rolle spielte dabei wahrscheinlich auch, dass einige seiner Befürworter wie Johnston oder auch General Beauregard sich mit Davis zerstritten hatten, während andererseits Gegner von Lovell wie Josiah Gorgas oder Joseph Emory Davis das Vertrauen des Präsidenten genossen. Lovell hatte außerdem bei einem Besuch in Richmond 1863 den Fehler begangen, auf einem Empfang im konföderierten Weißen Haus der Präsidentengattin Varina Davis nicht die gebührende Aufmerksamkeit zukommen zu lassen, was diese kränkte. Mehrere Historiker sind ferner der Ansicht, dass Davis versuchte, Lovell zum Sündenbock zu machen, um von eigenen Fehlern abzulenken. Aus diesem Grund habe er den Untersuchungsausschuss und die Veröffentlichung seiner Ergebnisse verzögert und Lovell kein neues Kommando gegeben, in dem dieser sich hätte rehabilitieren können. Auch nach dem Krieg präsentierte Davis in seinen Memoiren eine einseitige und zu seinen Gunsten verzerrte Darstellung des Falls von New Orleans.
Während des Atlanta-Feldzuges diente Lovell freiwillig in Johnstons Stab. Zwei weitere Versuche durch Johnston und dessen Nachfolger John Bell Hood, Lovell ein Feldkommando zu übertragen, scheiterten ebenfalls. Erst im März 1865 erhielt er, wieder auf Drängen Johnstons und mit Zustimmung Robert Edward Lees, mit dem Befehl über die konföderierten Truppen in South Carolina ein neues Kommando, mit dem er im Mai kapitulierte.

### Nachkriegszeit
Nach dem Krieg versuchte Lovell, in Georgia eine Reisplantage zu betreiben. Nachdem seine erste Ernte allerdings von einem Hochwasser ruiniert worden war, zog er wieder nach New York und arbeitete dort als Bauingenieur und Vermesser. Er starb am 1. Juni 1884 und wurde auf dem Woodlawn Cemetery beigesetzt.